# Nils Andréasson
Nils Knut Artur Andréasson, född 6 mars 1912 i Göteborg, död 2 november 1975 i Lerum, var en svensk arkitekt. 
Andréasson, som var son till spårvägstjänsteman Albert Andréasson och Jenny Magnusson, blev byggnadsingenjör 1937 och arkitekt 1952. Han blev byggnadstekniker hos Nils Olsson i Göteborg 1930, var byggnadsingenjör hos Nils Einar Eriksson 1936–1952, egen företagare från 1952 och innehavare av Nils Andréasson Arkitektkontor AB i Göteborg från 1960. Han var ledamot av byggnadsnämnden i Lerums landskommun från 1948 och av kommunalnämnden från 1956. 
Andréasson utförde bland annat Lerums centrum med affärs- och bostadshus, förvaltningsbyggnad, högstadieskola, sporthall och ålderdomshem, sport- och simhall i Hofors, elevhem för Änggårdens yrkesskolor i Göteborg samt skolor och ålderdomshem. Han erhöll uppdrag för Stora Kopparbergs Bergslags AB (Domnarvets Jernverk), AB Original-Odhner i Göteborg och Strömstad och Göteborgs gas- och elverk (han utförde tillsammans med Nils Einar Eriksson dess fjärrvärmeverk och förvaltningsbyggnad). Han tilldelades pris och inköp i ett flertal allmänna och inbjudna arkitekttävlingar.